# Okrążenie rozgrzewkowe
Okrążenie rozgrzewkowe – w sportach motorowych okrążenie, podczas którego zawodnicy przejeżdżają okrążenie toru rozgrzewając opony i hamulce do optymalnej temperatury oraz (w Formule 1) ładują baterie w systemie KERS. Przejazd ten może służyć również do lepszego zapoznania się z torem przed startem. Po tym okrążeniu zawodnicy powracają na pola startowe, po czym następuje start.